# Gala Mestres Ricart
Gala Mestres Ricart (Vilanova i la Geltrú, 23 d'octubre de 1994) és una jugadora de bàsquet catalana.
Aler, començà a practicar basquetbol a la seva vila natal i es formà en categoria júnior al Club Bàsquet Femení Sarrià i al Club Bàsquet Femení Sant Adrià (2011-12). La temporada 2013-14 debutà a la Lliga Femenina 2 amb el Barça CBS. Posteriorment, jugà al Basket Almeda (2014-16) i al Santa Rosa de Lima-Horta (2016-17). La temporada 2017-18 jugà a la Lliga universitària canadenca amb el Mount Royal Cougars i tornà a la competició estatal la temporada següent competint al Club Baloncesto Arxil, també de la Lliga Femenina 2. Feu el seu debut a la Lliga Femenina el 2019 amb el Quesos El Pastor de Zamora i l'any següent fitxà pel Cadí la Seu. El desembre 2021 tornà al Recoletas Zamora de la nova Lliga Femenina Challenge. L'estiu de 2022 competí amb el Club Félix Pérez Cardozo de la Lliga paraguaya, amb el qual aconseguí la Lliga sudamericana. La temporada 2022-23 fitxà pel Club Joventut Badalona, amb el qual es proclamà campiona de la Lliga catalana Challenge i fou escollida MVP estatal de la Lliga Challenge. La temporada següent fitxà pel Baxi Ferrol.
També ha competit en la modalitat de 3x3, essent internacional amb la selecció espanyola.